# Бахрайч (округ)
Бахрайч (хинди बहराइच जिला, англ. Bahraich) — округ в индийском штате Уттар-Прадеш. Административный центр — город Бахрайч. Площадь округа — 4696,8 км².
По данным переписи 2011 года население округа составляет 3 478 257 человек. Плотность населения — 706 чел./км². Прирост населения за период с 2001 по 2011 годы составил 46,08 %. На 1000 мужчин приходится 891 женщина. Уровень грамотности населения — 51,1 %.
По данным прошлой переписи 2001 года население округа насчитывало 2 381 072 человека. Уровень грамотности взрослого населения составлял 35,16 %, что было значительно ниже среднеиндийского уровня (59,5 %).